# Kościół Matki Bożej Różańcowej w Jasieniu
Kościół pw. Matki Bożej Różańcowej w Jasieniu – rzymskokatolicki kościół parafialny w Jasieniu, w powiecie żarskim, w województwie lubuskim. Należy do dekanatu Lubsko, diecezji zielonogórsko-gorzowskiej.

## Historia

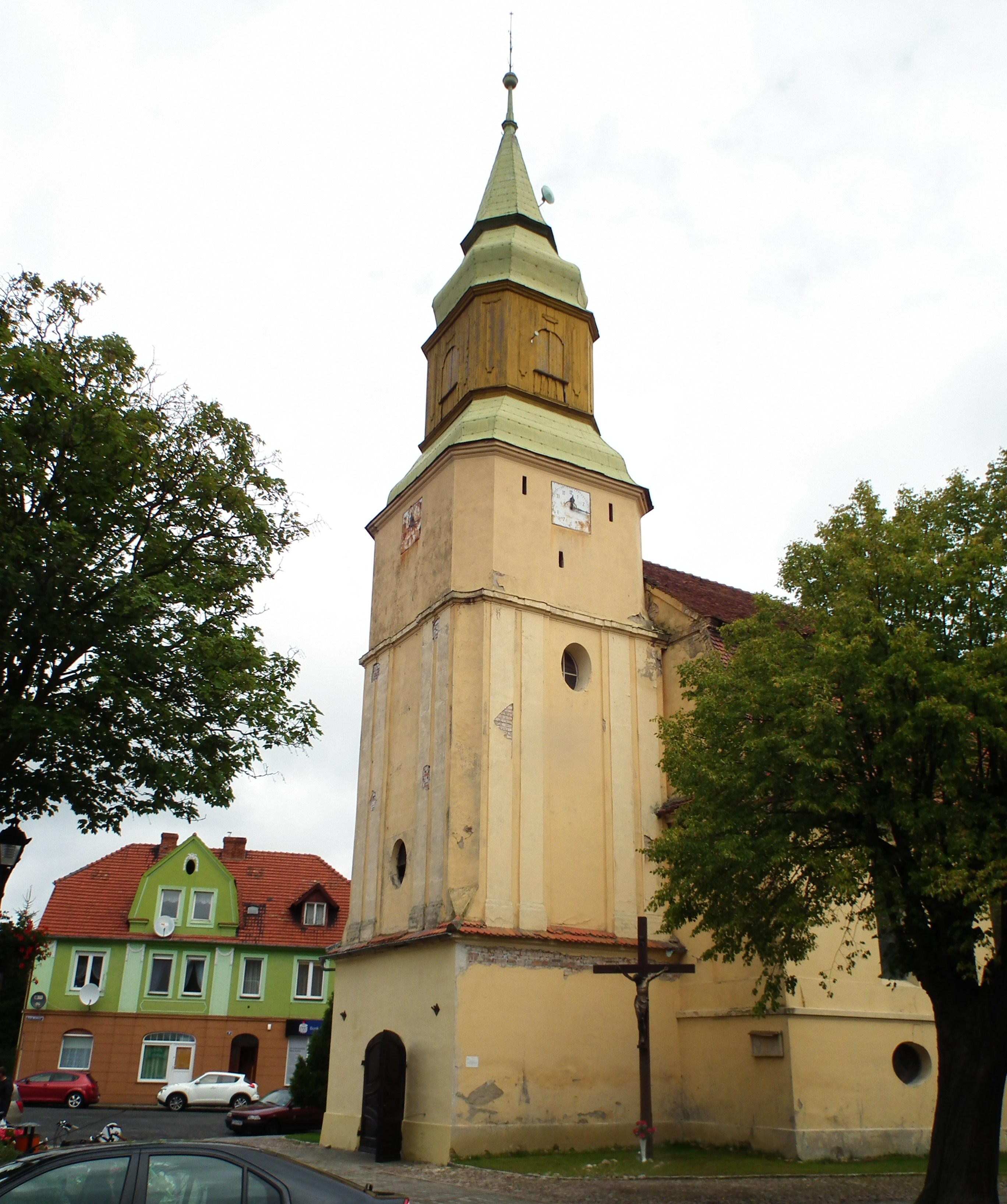
Wieża

Kamień węgielny pod budowę nowej protestanckiej świątyni w mieście został położony w dniu 20 kwietnia 1733 roku. Kościół został zbudowany w stylu barokowym. 
Budowla została wzniesiona na miejscu starszej, spalonej w 1731 roku, do budowy została wykorzystana murowana kondygnacja wieży, która została podwyższona. W dniu 1 sierpnia 1733 po raz pierwszy można było usłyszeć dzwon w budowanym kościele. W 1734 roku odbyło się po raz pierwszy nowe kazanie w świątyni. W 1741 roku została ustawiona chrzcielnica, wokół nawy i prezbiterium umieszczony był balkon podparty przez słupy, w prezbiterium została centralnie ustawiona ambona, którą ostatecznie została wykończona w 1744 roku. 
W dniu 3 czerwca 1770 roku została wybudowana kopuła wieży zakończona wiatrowskazem. W 1770 roku została ukończona budowa wieży nadzorowana przez mistrza z Żar - Fiedigera. W 1872 roku w czasie burzy został zniszczony cały szczyt wieży, który został odremontowany i pokryty blachą miedzianą i zostały ukryte monety i dokumenty z tego okresu. 
W 1890 roku zostały zamontowane organy (czwarte w tej świątyni), które ufundował Theodor Flother, a w 1897 roku został uruchomiony zegar na wieży. W 1904 roku wnętrze budowli zostało gruntownie odremontowane i zmodernizowane. Świątynia do 1910 roku była ogrzewana piecami kaflowymi ozdobionymi herbami rodziny von Bünau. W 1920 kościół został wyposażony w instalację elektryczną, a w 1922 roku został ufundowany nowy dzwon przez Alfreda Büttnera. 
W 1945 roku do miasta przyjechał pierwszy katolicki proboszcz - ks. Tytus Korczyk. Pierwsza msza święta odprawiona została w dniu 25 grudnia tego roku.

## Wyposażenie
Do wyposażenia świątyni należą: strop polichromowany z XVIII wieku, Epitafium Zofii Augusty von Rabenau z około 1730 roku, tablica pamiątkowa w rocznicę nadania praw miejskich z 1860 roku, dzwony z lat 1730, 1922, organy z 1890 roku.

### Krzyż z piaskowca
Przy cokole elewacji południowo-wschodniej kościoła stoi monolitowy krzyż z piaskowca z wyrytą datą 1813 i napisem EIN COSAK BEGRABEN. Tradycja łączy krzyż z historią o kozaku z armii rosyjskiej podążającej za rozbitą armią napoleońską. Chory żołnierz miał zostać w dworskim folwarku we wsi, a gdy wyzdrowiał zaczął pić alkohol i wprowadzać tym zamieszanie w życiu spokojnego społeczeństwa. Ludność poskarżyła się dowódcy przechodzących kolejnych oddziałów, a ten obił kozaka kijem i żołnierz zmarł. Zwłoki miano pogrzebać w miejscu zdarzenia i oznaczyć je krzyżem z odpowiednią inskrypcją. Inną legendą jest przypisywanie krzyżowi charakteru pokutnego. 
Przytoczone podanie jest sprzeczne z hipotezą o pokutnym charakterze krzyża. Należy też pamiętać, że nagminne przypisywanie pokutnego charakteru kamiennym krzyżom oparte jest na nieuprawnionym założeniu, że wszystkie stare kamienne krzyże monolitowe,  o których pochodzeniu nie zachowały się żadne informacje,  są krzyżami pokutnymi (pojednania), chociaż w  rzeczywistości powód fundacji takich krzyży może być różnoraki, tak jak każdego innego krzyża. Niestety hipoteza ta stała się na tyle popularna, że zaczęła być odbierana jako fakt i pojawiać się w lokalnych opracowaniach, informatorach czy przewodnikach jako faktyczna informacja, bez uprzedzenia, że jest to co najwyżej luźny domysł bez żadnych bezpośrednich dowodów.